# Angursa
Genre
Angursa est un genre de tardigrades de la famille des Styraconixidae. 

## Liste des espèces
Selon Degma, Bertolani et Guidetti, 2016 :
- Angursa antarctica Villora-Moreno, 1998
- Angursa bicuspis Pollock, 1979
- Angursa capsula Bussau, 1992
- Angursa clavifera Noda, 1985
- Angursa lanceolata Renaud-Mornant, 1981
- Angursa lingua Bussau, 1992

## Publication originale
- Pollock, 1979 : Angursa bicuspis n.g., n.sp., a marine arthrotardigrade from the western north Atlantic. Transactions of the American Microscopical Society, vol. 98, no 4, p. 558-562.